# Adonisea matutina
Adonisea matutina là một loài bướm đêm trong họ Noctuidae.